# Libnotes (Metalibnotes) orofenaae
Libnotes (Metalibnotes) orofenaae is een tweevleugelige uit de familie steltmuggen (Limoniidae). De soort komt voor in het Australaziatisch gebied.